# Piedade do Ouro
Pour les articles homonymes, voir Piedade et Ouro.
Piedade do Ouro est un district de la municipalité brésilienne d'Itapetim, situé dans l'État de Pernambouc. Son nom, qui signifie « Piété de l'Or » en français, fait référence à une mine d'or découverte dans la région dans les années 1940. À l'époque, cette mine était initialement considérée comme la troisième plus grande du Brésil, suscitant l'espoir que l'exploitation minière, principalement d'or et de métaux, deviendrait une alternative économique viable pour le district. Cependant, l'exploitation de l'or s'est révélée économiquement non viable, et la mine a été fermée en 1985, laissant derrière elle seulement des ruines.